# Lucas Pouille
Lucas Pouille (Grande-Synthe, 23 de febrer de 1994) és un jugador professional de tennis francès, actualment situat al número 16 del rànking de l'ATP. La seva millor posició històrica és el número 10 al rànking individual. Pouille ha guanyat cinc títols de l'ATP World Tour.

## Palmarès

### Individual: 9 (5−4)
| Llegenda                          |
| --------------------------------- |
| Grand Slams (0−0)                 |
| ATP Finals (0−0)                  |
| ATP World Tour Masters 1000 (0−0) |
| ATP World Tour 500 (1−1)          |
| ATP World Tour 250 (4−3)          |

| Títols per superfície |
| --------------------- |
| Dura (3−3)            |
| Gespa (1−0)           |
| Terra batuda (1−1)    |

| Resultat  | Núm. | Data                   | Torneig                    | Superfície   | Oponent               | Marcador         |
| --------- | ---- | ---------------------- | -------------------------- | ------------ | --------------------- | ---------------- |
| Finalista | 1.   | 25 d'abril de 2016     | Bucarest, Romania          | Terra batuda | Fernando Verdasco     | 3−6, 2−6         |
| Guanyador | 1.   | 25 de setembre de 2016 | Metz, França               | Dura (i)     | Dominic Thiem         | 7−6(5), 6−2      |
| Finalista | 2.   | 26 de febrer de 2017   | Marsella, França           | Dura (i)     | Jo-Wilfried Tsonga    | 4−6, 4−6         |
| Guanyador | 2.   | 30 d'abril de 2017     | Budapest, Hongria          | Terra batuda | Aljaž Bedene          | 6−3, 6−1         |
| Guanyador | 3.   | 19 de juny de 2017     | Stuttgart, Alemanya        | Gespa        | Feliciano López       | 4−6, 7−6(5), 6−4 |
| Guanyador | 4.   | 29 d'octubre de 2017   | Viena, Àustria             | Dura (i)     | Jo-Wilfried Tsonga    | 6−1, 6−4         |
| Guanyador | 5.   | 11 de febrer de 2018   | Montpeller, França         | Dura (i)     | Richard Gasquet       | 7−6(2), 6−4      |
| Finalista | 3.   | 25 de febrer de 2018   | Marsella (2)               | Dura (i)     | Karén Khatxànov       | 5−7, 6−3, 5−7    |
| Finalista | 4.   | 3 de març de 2018      | Dubai, Emirats Àrabs Units | Dura         | Roberto Bautista Agut | 3−6, 4−6         |

### Equips: 2 (1−1)
| Resultat  | Núm. | Data                      | Torneig                   | Superfície       | Equip                                                                | Oponents en la final                                        | Marcador |
| --------- | ---- | ------------------------- | ------------------------- | ---------------- | -------------------------------------------------------------------- | ----------------------------------------------------------- | -------- |
| Guanyador | 1.   | 24 − 26 d'octubre de 2017 | Copa Davis, Lilla, França | Dura (i)         | Richard Gasquet Pierre-Hugues Herbert Jo-Wilfried Tsonga             | Ruben Bemelmans Steve Darcis Joris De Loore David Goffin    | 3−2      |
| Finalista | 1.   | 23 − 25 d'octubre de 2018 | Copa Davis, Lilla, França | Terra batuda (i) | Jérémy Chardy Pierre-Hugues Herbert Nicolas Mahut Jo-Wilfried Tsonga | Marin Čilić Borna Ćorić Ivan Dodig Mate Pavić Franko Skugor | 1−3      |

## Trajectòria

### Individual
| Open d'Austràlia | A   | Q2  | 1R  | 1R    | 1R    | 1R    | 1R    | SF    | A   | A    | 1R |    | 0 / 7     | 5 − 7     |
| Roland Garros | A   | 2R  | 1R  | 1R    | 2R    | 3R    | 3R    | 2R    | A   | 1R   | 1R | 2R | 0 / 10    | 8 − 10    |
| Wimbledon | A   | A   | Q1  | 1R    | QF    | 2R    | 2R    | 3R    | NC  | 1R   |    |    | 0 / 6     | 8 − 6     |
| US Open | A   | Q2  | A   | 1R    | QF    | 4R    | 3R    | 2R    | A   | 1R   |    |    | 0 / 6     | 10 − 6    |
| Total Victòries–Derrotes                                                                                                   | 0−0 | 1−4 | 2−4 | 12−14 | 34−22 | 36−22 | 25−21 | 21−21 | 0−1 | 5−14 |    |    | 136 − 124 | 136 − 124 |
| Rànquing a final d'any | 494 | 192 | 133 | 78    | 15    | 18    | 32    | 22    | 70  | 155  |    |    |           |           |
| Llegenda: G: Guanyador; F: Finalista; SF: Semifinalista; QF: Quarts de final; Q: Qualificació; A: Absent; RR: Round Robin; |     |     |     |       |       |       |       |       |     |      |    |    |           |           |

### Dobles masculins
| Open d'Austràlia | A   | A   | A   | SF  | A    | A    | A   | A   | A   | A |    | 0 / 1   | 4 − 1   |
| Roland Garros | 1R  | A   | 2R  | 1R  | A    | A    | A   | A   | 1R  | A | 1R | 0 / 4   | 1 − 4   |
| Wimbledon | A   | A   | 1R  | 1R  | A    | A    | A   | NC  | A   | A |    | 0 / 3   | 0 − 3   |
| US Open | A   | A   | 2R  | A   | A    | A    | A   | A   | A   | A |    | 0 / 1   | 1 − 1   |
| Total Victòries–Derrotes                                                                                                   | 0−1 | 0−0 | 2−6 | 7−8 | 6−13 | 6−15 | 5−9 | 0−0 | 1−3 |   |    | 27 − 57 | 27 − 57 |
| Rànquing a final d'any | −   | 813 | 263 | 88  | 159  | 203  | 212 | 226 | 495 |   |    |         |         |
| Llegenda: G: Guanyador; F: Finalista; SF: Semifinalista; QF: Quarts de final; Q: Qualificació; A: Absent; RR: Round Robin; |     |     |     |     |      |      |     |     |     |   |    |         |         |